# Orimarga (Orimarga) peregrina
Orimarga (Orimarga) peregrina is een tweevleugelige uit de familie steltmuggen (Limoniidae). De soort komt voor in het Oriëntaals gebied.